# Radical 191
Le radical 191, qui signifie "se battre", est un des 8 des 214 radicaux chinois répertoriés dans le dictionnaire de Kangxi composés de dix traits.
Le caractère Unicode de 鬥 est 9B25.

## Caractères avec le radical 191
| nombre de traits          | caractères |
| ------------------------- | ---------- |
| Sans trait supplémentaire | 鬥         |
| 4 traits supplémentaires  | 鬦         |
| 5 traits supplémentaires  | 鬧         |
| 6 traits supplémentaires  | 鬨         |
| 8 traits supplémentaires  | 鬩         |
| 10 traits supplémentaires | 鬪         |
| 12 traits supplémentaires | 鬫         |
| 14 traits supplémentaires | 鬬 鬭      |
| 16 traits supplémentaires | 鬮         |